# 關惠群
關惠群（Betty Kwan Chinn，1950年代?—），廣東開平人。美國加州優瑞卡市的慈善家。她在過去20多年中，為精神疾病患者、殘障的退伍軍人、離家出走的青少年、濫用藥物者等當地的無家可歸者提供食物
，获得了2008年加州州長夫人頒發給加州婦女的彌涅耳瓦獎。
她用附帶的美金25,000元贈款與慈善機構合作募款建立無家可歸者的浴室。美國總統歐巴馬於2010年8月4日在白宮為關惠群及其他12位得獎人頒發2010年美國總統公民獎章

。

## 生平
關惠群出生於20世纪五十年代廣東開平一個富裕的家庭，排行第八。關惠群可能於1959年出生（因出生證明文件遺失，已無法確定）。父親是受西方教育的牙醫，母親是醫師。自6、7歲起關惠群即在鬥爭中吃了幾年的苦，頸子上還要用鐵絲掛木牌，標明是壞份子的子女，接受批鬥。之後她家成了文化大革命紅衛兵的總部，眼看著她的哥哥與嫂嫂被槍決。農作物生長季節她要挑水灌溉，晚上卻無家可歸。每當她要求食物，她總是被人毆打，她只好在垃圾箱中找食物充饑。晚上她也住在垃圾箱中。由於沒有人跟她說話，也不准她跟別人說話，她在中國大陸不再說話，變成啞巴。後來關惠群與家人在逃港潮中游泳偷渡到香港。到香港後她一度無法適應正常生活，無法吃普通食物，晚上拒絕睡床。不久，她父親因病在香港逝世。雖然在香港的時間不長，但之後看到粵劇名伶新馬師曾每年都積極參與公益活動，為東華三院籌款，因此深受啟發。
關惠群不是以富有人士投資移民方式抵達美國的，而是由非法的偷渡方式到美國舊金山投靠親戚，當年的逃港潮中不少廣東人偷渡到香港其實以香港為中轉站偷渡到美國。後來到西雅圖投靠嫁到那兒的姊姊。她一直沒有上過學。在美國，她靠「公共电视网」的兒童節目「芝麻街」及「Mr. Rogers` Neighborhood」學英語。她當時最喜歡芝麻街中的Oscar，因為他也住在垃圾箱中。後來她經人作媒，嫁給了美國出生的華僑陳伯良（Leung Chen）。陳伯良取得物理博士學位並在加州州立洪堡大學物理系從事教職，關惠群跟著丈夫搬到大學附近小城優瑞卡市（Eureka）。他們生了兩個兒子。當大兒子上小學後，關惠群常帶著小兒子在學校教室附近觀望。小學老師邀請關惠群參與家長義務工作。剛開始自己沒有上過學、英文也不好的關惠群很不自在，但是漸漸熟悉環境後，大家感受到她的熱心與活力。 
有一天一個學校裡的小女孩向關惠群要東西吃，她發現小女孩一家人住在車子上，三餐不繼。從此關惠群開始帶食物給這一家人。之後關惠群開始用自己在小学作半職職員的薪水為躲在橋下、鐵路邊甚至灌木叢中的無家可歸者免費提供食物。她默默行善，前10年連她丈夫都不知道她的善行。2004年當地商人檢舉說她送的食物不符合美國商業衛生標準。她的朋友於2006年9月籌足美金40,000元购买一輛有冷藏保溫設備的藍色卡車，运送食物。2008年，關惠群获得了加州州長夫人頒發給加州婦女的彌涅耳瓦獎。她用彌涅耳瓦獎附帶的25,000元美金為種子基金，與天主教慈善機構Society of Saint Vincent De Paul合作募款建立無家可歸者的浴室。目前每天約有200多無家可歸者在這裡吃免費的午餐、洗澡、洗衣服。
她每天早上為約20位無家可歸的學童洗澡，送他們上學。再開著她那藍色的小卡車為洪堡縣約四、五百名無家可歸者分發包括熱咖啡、甜甜圈、瑪芬或三明治的早餐。然後去學校上班，晚上再為無家可歸者分發當天的晚餐。她的愛心感染了許多人，有許多商家與個人開始捐款或捐贈食物給她，也有許多義工加入幫助她。她的善行並不止於為學童洗澡與為無家可歸者送飯。在送飯時，她也去了解這些無家可歸者，嘗試用各種方式幫助他們。如果他們需要打電話給父母或親友，她會送給他們一張電話卡；如果他們需要洗衣服，她會給他們一張當地洗衣店的洗衣券；如果他們需要衣服、毯子或者帳篷，她會找人捐贈這些物品。她並幫助生了小孩的青少年搬入政府提供的住處。她也幫助一個無家可歸者買了一個打草機，並幫他介紹生意，終於使他自立。

## 外部連結
- bettychinn.org （页面存档备份，存于）
- bettysblueangel.com
- 奥普拉·温弗里秀 Minerva-Award-Winner-Betty-Chinn （页面存档备份，存于）